# Cristian Coroian
Cristian Ambrozie Coroian (n. 14 martie 1973, Gherla, Cluj, România) este un fost fotbalist român care îndeplinește funcția de director tehnic al echipei Gloria Bistrița.

## Cariera

### CFR Cluj
Cristi Coroian a început să joace fotbal la formația CFR Cluj, care pe atunci se zbătea pentru supraviețuirea în Liga II. Debutul lui Coroian la CFR a venit în sezonul 1993-1994, el reușind, prin cele nouă goluri marcate, să pună umărul la salvarea formației clujene. În următorul sezon, Coroian a contribuit tot cu nouă goluri, însă formația clujeană a terminat sezonul pe o poziție retrogradabilă.
După încă un sezon petrecut la Cluj, în care a evoluat în Liga a III-a și a ajutat-o pe CFR să revină în liga secundă, Coroian a părăsit formația feroviară pentru un transfer în Liga I, la rivala locală Universitatea Cluj.

### FC Național
La formația „șepcilor roșii” a evoluat doar un tur de campionat, după care a ajuns la formația bucureșteană FC Național, cu care a încheiat sezonul pe locul secund în Liga I. În sezonul 1997-1998, Cristi Coroian a debutat în cupele europene, evoluând în meciul pierdut de FC Național în Cotroceni, cu scorul de 0-1, în fața lui Kocaelispor. În campionat a evoluat în 15 partide, nereușind să marcheze vreun gol și terminând cu echipa din Parcul cu Platani pe locul cinci. Avea să fie ultimul său sezon în care să evolueze pentru formația din Capitală.

### Gloria Bistrița
Din sezonul 1998-1999, s-a întors în Ardeal, pentru a fi mai aproape de casă, și a semnat un contract cu Gloria Bistrița. După un prim sezon mai puțin reușit, și un al doilea în care a evoluat mai puțin, Coroian a început să devină titular de drept începând cu sezonul 2000-2001.
Sezonul următor avea să fie unul foarte prolific pentru el în campionat, el marcând 10 goluri, dar a și evoluat cu Gloria în Cupa UEFA Intertoto, în dubla manșă pierdută de bistrițeni împotriva formației Jazz Pori, din Finlanda. Pe 6 iulie 2002, avea să marcheze primele sale goluri în Europa, împotriva albanezilor de la KF Teuta Durrës. El a punctat de două ori în victoria bistrițenilor cu scorul de 3-0.
În sezonul 2002-2003, reușește o nouă clasare excelentă cu Gloria Bistrița, locul 3, iar în sezonul 2003-2004 Gloria participă din nou în Intertoto, competiție în cadrul căruia Coroian reușește să aducă victoria bistrițenilor în chiar prima partidă, cu Bangor City, marcând în minutul 71 al partidei disputate în Țara Galilor. Aventura bistrițenilor avea să se încheie însă în următorul tur, în care, după ce au pierdut cu 2-1 partida tur cu Brescia Calcio, au fost egalați la unu în ultimul minut al partidei retur, ratând astfel prezența în turul trei al competiției.
Cel mai eficient sezon al lui Coroian va fi 2004-2005, în care va marca 13 goluri în 26 de partide (un gol la două partide). Avea să fie ultimul însă la Gloria, după șapte ani petrecuți la formația lui Jean Pădureanu.

### Întoarcerea la CFR Cluj
Începând cu sezonul 2005-2006, Coroian ajunge la CFR Cluj, formație la care va trăi o nouă aventură în Cupa UEFA Intertoto. Va debuta la CFR în minutul 66 al partidei din turul doi al acestei competiții, pe stadionul San Mames, împotriva celor de la Athletic Bilbao. După 1-0 în tur și 1-0 pentru Athletic în retur, meciul a ajuns la loviturile de departajare, iar Coroian a marcat golul care a calificat-o pe CFR Cluj în turul următor. În următorul meci, cel cu AS Saint-Etienne, Cristi Coroian a fost titular, iar partida s-a încheiat cu scorul de 1-1. În retur, Cristi a deschis scorul pe Stade Geoffroy-Guichard din Saint-Etienne, iar scorul de 2-2 înregistrat pe tabelă la finele partidei i-a asigurat formației clujene calificarea în următorul tur. Până la urmă, CFR Cluj a ajuns în finală, unde a fost învinsă de RC Lens, cu scorul general de 2-4. În 2006 este chemat la echipa națională, dar nu joacă nici un meci.
În cele două sezoane petrecute de Coroian la CFR, acesta a fost mai tot timpul titular, marcând goluri importante cum ar fi un gol al victoriei într-o partidă cu Steaua București. Din sezonul 2007-2008, ca urmare a vârstei sale înaintate și a sosirii la Cluj a multor jucători străini, Coroian s-a întors la Gloria Bistrița.

### Întoarcerea la Gloria Bistrița
Sezonul a fost început excelent de Coroian, care a marcat un gol în Giulești, împotriva Rapidului, în ultimul minut al întâlnirii care s-a încheiat, grație reușitei de excepție a fotbalistului ardelean, cu scorul de 2-2. Mai târziu, pe 5 octombrie, Coroian a suferit o gravă accidentare în meciul cu Universitatea Craiova.
În partida cu formația olteană, portarul Mircea Bornescu l-a lovit cu crampoanele în coaste pe Coroian, care și-a rupt patru coaste în urma impactului. Cei doi fuseseră colegi la FC Național, iar Bornescu a declarat după meci că nu a intenționat să îl lovească pe Coroian. Portarul formației din Bănie a fost suspendat pe o perioadă de șase etape în urma incidentului.

## Antrenorat
În 2009, a devenit antrenor asistent al Gloriei Bistrița, urmând ca în aprilie 2013 să fie numit antrenorul principal al FCM Târgu Mureș. A fost schimbat cu Eduard Iordănescu.